# Skała (obwód winnicki)
Skała (ukr. Скала) – wieś na Ukrainie w rejonie oratowskim, obwodu winnickiego, nad rzeką Rośką.

Za Winnicą na prawym brzegu Bohu, w okolicy zwanej Skałą, ku wsi Sabarówce jest na błoniu nad brzegiem płaski kamień, a raczéj skała, a na niéj wyraźnie wykute kopyta końskie, racice krowie, sierp, motyka. 
Podanie mówi, że św. Jerzy dopędził wiedźmę, która wdowie krowę wydajała, zabił ją, ona rozlała mléko, opuściła sierp, ślady kopyt konia na wieczne czasy na skale pozostały. Aleksandrowi Grozie ten kamień podał treść do jego powieści Śmieciński.

## Zamek,dwór
- zamek obronny zburzony w trakcie napadu Tatarów[4]
- stary dwór wybudowany w obrębie zamku;
- nowy, murowany piętrowy dwór[5]  wybudowany w 1810 r.[6] przez Jakuba Zbyszewskiego[4].